# Hanušovská pahorkatina
Hanušovská pahorkatina je geomorfologický podcelek Beskydského predhoria. Nachází se v západní části celku, jihozápadně od údolí řeky Topľa.

## Vymezení
Podcelek zabírá západní část Beskydského predhoria a v rámci celku sousedí na východě s Merníckou pahorkatinou, západním směrem navazuje Záhradnianská brázda. Na severu navazuje Ondavská vrchovina, jihozápadním směrem vystupují Slanské vrchy s podcelkem Šimonka a jihovýchodním směrem leží Východoslovenská pahorkatina s podcelky Podslanská pahorkatina a Toplianská niva.

## Osídlení
Pahorkatinu ze severovýchodu ohraničuje řeka Topľa, v jejímž údolí leží největší sídla i město Hanušovce nad Topľou. V údolích potoků v severní části jsou většinou menší obce s několika sty obyvateli.

## Doprava
Údolím Topľa prochází silnice I/18 (Prešov - Vranov nad Topľou) i železniční trať Prešov - Humenné. Západním okrajem území vede silnice I/21 do Svidníka.